# Tyukod
Tyukod ist eine ungarische Großgemeinde im Kreis Csenger im Komitat Szabolcs-Szatmár-Bereg mit 1.863 Einwohnern (Stand 2011). Zur Großgemeinde gehören die Ortsteile Szalmaváros und Zsírostanya.

## Geografische Lage
Tyukod liegt im nordöstlichen Teil Ungarns, 10 Kilometer nordwestlich der Kreisstadt Csenger und 9 Kilometer nördlich der Grenze zu Rumänien. Nachbargemeinden sind Porcsalma, Pátyod, Ura und Nagyecsed.

## Geschichte
Im Jahre 1514 schloss sich der Adel der Gemeinde dem Dózsa-Aufstand an und wurde nach dessen Niederschlagung mit der Konfiszierung seiner Güter bestraft. In Tyukod bestand eine im 14. Jahrhundert erbaute Kirche, an deren Stelle im Jahre 1795 ein spätbarocker Neubau errichtet wurde. Sehenswert ist auch das klassizistische Schloss des Barons Kálmán Uray aus dem 19. Jahrhundert, dessen Fassade in der Mitte mit einer Säulenhalle versehen ist.
In Tyukod hat die Konservenfabrik Szatmári Konzervgyár Kft. ihren Sitz.

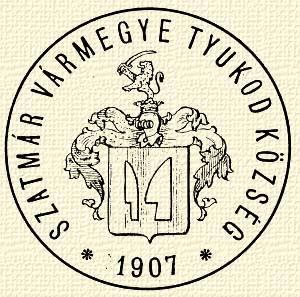
Siegel der Gemeinde von 1907
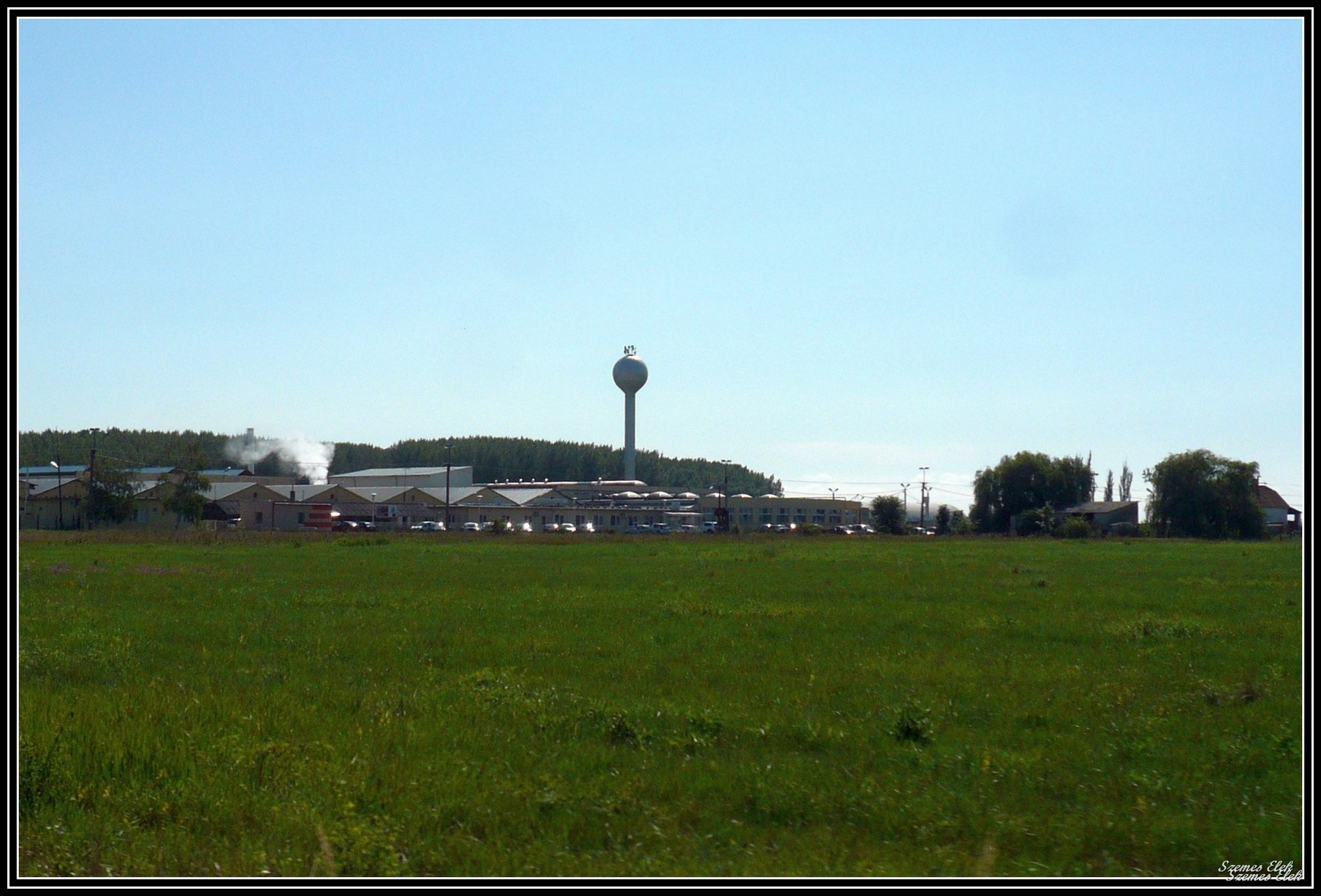
Blick auf die Konservenfabrik

## Sehenswürdigkeiten
- Befreiungsdenkmal (Felszabadulási emlékmű), erschaffen 1985 von László Marton
- Denkmal für deportierte Zwangsarbeiter, erschaffen 2009 von Lajos Bíró
- Griechisch-katholischer Glockenturm
- György-Dózsa-Büste, erschaffen 1987 von Lajos Bíró
- Holzskulpturen von József Stonawski
- Lajos-Kossuth-Büste, erschaffen 1996 von Lajos Bíró
- Reformierte Kirche, erbaut 1792–1794 im spätbarocken Stil

## Verkehr
Durch Tyukod verläuft die Landstraße Nr. 4923, die zur rumänischen Grenze führt. Es bestehen Busverbindungen nach Porcsalma und Csenger. Vom nördlich gelegenen Bahnhof Porcsalma-Tyukod bestehen Zugverbindungen nach Csenger und Mátészalka.